# René Englebert
Lambert Henri François René Englebert (Liegi, 1º agosto 1865 – ...) è stato un tiratore a segno belga.

## Palmarès
- Argento a Londra 1908 nella pistola a squadre.